# Endy Chow
Endy Chow Kwok-yin (11 de diciembre de 1979) es un cantante y compositor de Hong Kong. Su familia emigró a Nueva Zelanda cuando tenía 13 años, y viajó a Japón para continuar sus estudios cuando tenía unos 19 años de edad. Endy se casó con una coreana a quien conoció mientras estudiaba en Japón, y juntos tienen dos hijas. A los 15 años formó una banda musical junto con sus amigos (incluidos los miembros del grupo Climax), dándole el nombre Zarahn, él estaba como guitarrista. A partir de entonces, Zarahn ha compuesto más de 100 canciones. Firmó con Warner Hong Kong lanzándose como solista en septiembre de 2003 después que uno de sus amigos, Candy Hung, lo ayudó a pasar su cinta de demostración como compositor y productor de Joannes Lam.
Actualmente tiene tres versiones: 'Endy Chow EP', 'Balón de efecto invernadero " y, recientemente,' Luz ' de su nuevo álbum.
En 2005, actuó en el personaje principal masculino en la obra musical de Denise Ho, "Los amantes mariposa".
En una reciente entrevista, Endy dijo que él está interesado en la industria de la música porque le gustaba componer a partir de cero. Le resultó muy gratificante y agradeció a todos sus fanes por el apoyo constante.